# Sociedade de Geólogos Econômicos
A Sociedade de Geólogos Econômicos (SEG) é uma organização científica que promove o estudo da geologia no que se refere à mineração, exploração mineral, classificação de recursos minerais e extração mineral. O Conselho de Publicações da sociedade publica a revista científica Economic Geology. A sociedade atende mais de 7 mil membros em todo o mundo que estão comprometidos com o avanço da ciência e a descoberta de recursos minerais por meio de pesquisas, publicações, cursos e viagens de campo.

## História
A SEG começou em 1919 com um grupo da Geological Society of America (GSA) com interesse em geologia econômica. Em 28 de dezembro de 1920, 60 profissionais ilustres se reuniram e fundaram a organização.

## Geólogos econômicos notáveis
- Charles Henry Smyth Jr.[2]
- Pavel Pavlovich Goudkoff (Gudkov) (1921). Foi também organizador da revista " Geologia Econômica ".[3]
- Josias E. Spurr (1923-1924)
- William E. Wrather (1934-1935)
- William O. Hotchkiss, presidente (1946-1947)
- Anthony J. Naldrett, presidente (1991-1992)